# Super Inggo
Super Inggo é uma telenovela filipina produzida e exibida pela ABS-CBN, cuja transmissão ocorreu em 2006. Foi finalista do Emmy Internacional em 2007.

## Elenco
- Makisig Morales - Inggo
- Joshua Dionisio - Mighty Ken
- Sam Concepcion - Bawang
- Herbert Bautista - Kumander Bawang